# Moselotte
A Moselotte folyó Franciaország területén, a Mosel jobb oldali mellékfolyója.

## Földrajzi adatok
Vosges megyében a Vogézekban ered 1280 méter magasan,  és Remiremont-nál, szintén Vosges megyében torkollik a Moselba. Hossza 47,5 km, vízgyűjtő területe 357 km². Átlagos vízhozama 14 m³ másodpercenként.
Mellékfolyói a Chajoux, Xoulces, Ventron, Bouchot, és Cleurie.

## Megyék és városok a folyó mentén
Vosges : La Bresse, Cornimont, Saulxures-sur-Moselotte, Thiéfosse, Vagney és Remiremont